# برامکه (دمشق)
برامکه (به عربی: البرامکة) یک منطقهٔ مسکونی در سوریه است که در دمشق واقع شده‌است. برامکه ۱۴٬۹۶۹ نفر جمعیت دارد.